# Linnaea entomologica

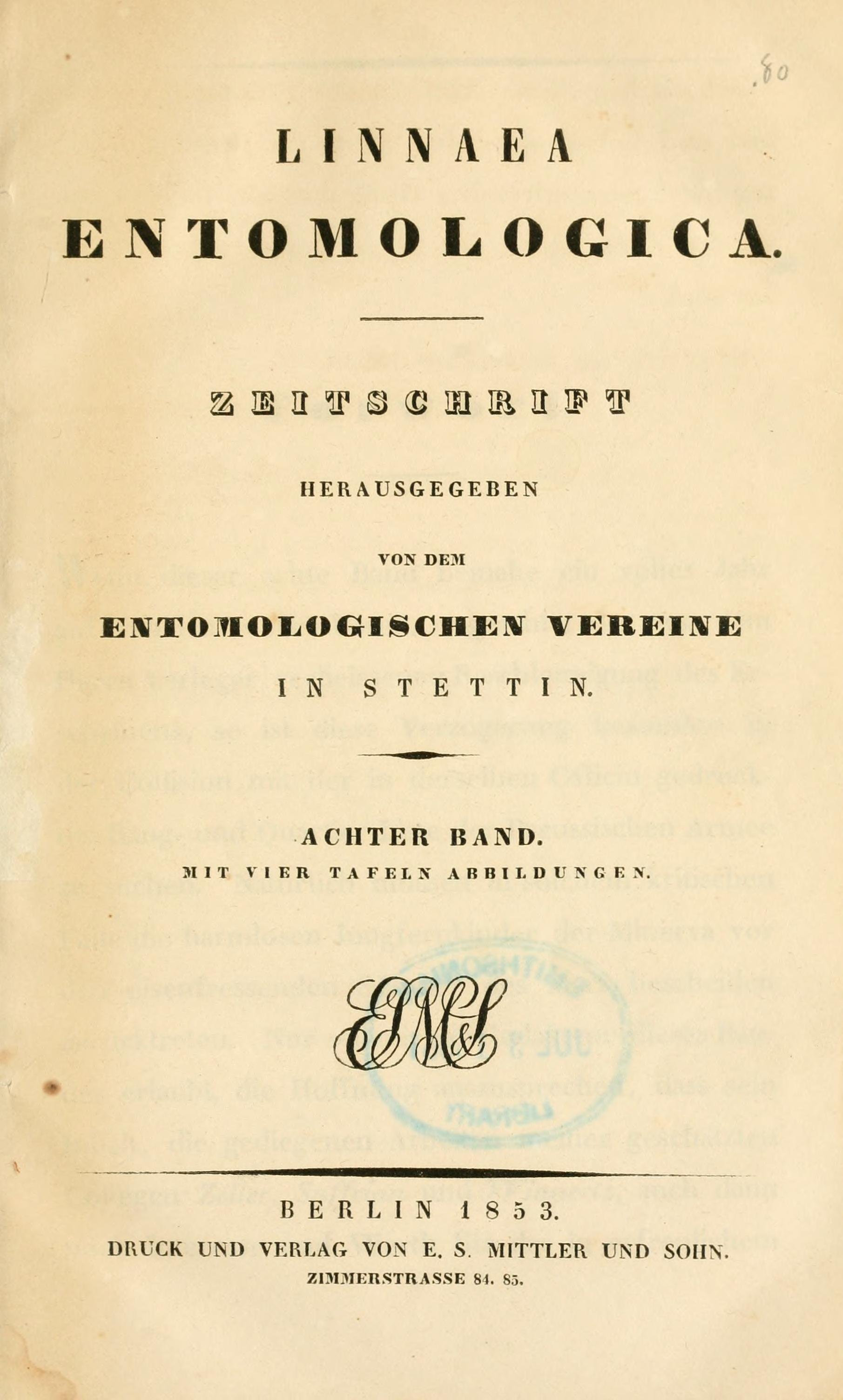
Titelseite des achten Bands (1853)

Die Linnaea entomologica war eine wissenschaftliche Fachzeitschrift für Entomologie (Insektenkunde), die von 1846 bis 1866 erschien.
Im Laufe des 19. Jahrhunderts nahm die Entomologie einen großen Aufschwung. Als erster entomologischer Verein in Deutschland wurde im Jahre 1837 der Entomologische Verein zu Stettin in der pommerschen Provinzhauptstadt Stettin gegründet. Der Verein gab ab 1840 die Stettiner Entomologische Zeitung heraus. Doch war dort nicht genug Raum für längere Beiträge.
Daher gab der Verein ab 1846 zusätzlich die Zeitschrift Linnaea entomologica heraus. Als Grundlage der Zeitschrift diente die Übernahme der Zeitschrift für die Entomologie, die der Hallenser Ernst Friedrich Germar von 1839 bis 1844 herausgegeben hatte. Die neue Zeitschrift erschien bis 1866 in 16 Bänden. Sie erhielt überwiegend längere Beiträge, beispielsweise eine Monographie über Termiten von Hermann August Hagen, die mit rund 450 Seiten in den Bänden 10 bis 14 erschien. Maßgeblich beteiligt war der Vereinspräsident Carl August Dohrn, der zudem in Band 10 eine „entomologische Humoreske“ über den Käfer Loxoprosopus ceramboides Guérin veröffentlichte.
Die Zeitschrift erschien zunächst im Verlag Ernst Siegfried Mittler, ab dem Band 13 dann im Verlag Friedrich Fleischer.